# 野々市市立図書館

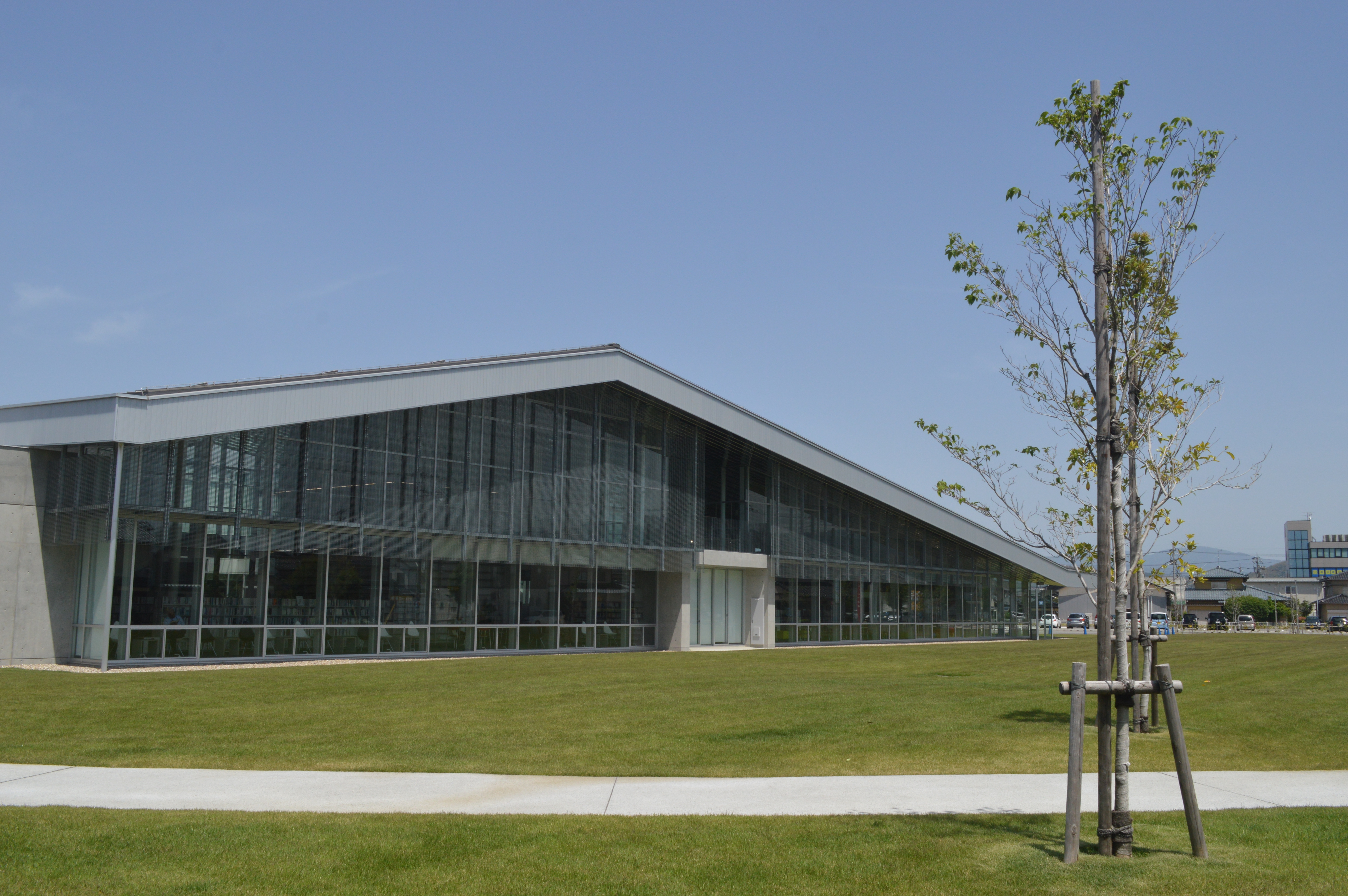
野々市市立図書館がある学びの杜ののいち カレード

野々市市立図書館（ののいちしりつとしょかん）は、石川県野々市市の公共図書館。

## 歴史

### 前史
後に旧・野々市町と合併して新・野々市町となる富奥村では1906年（明治39年）に戦勝記念文庫が創設、青年団による維持、巡回文庫の経営を経て、1919年（大正8年）5月28日に村に寄付されたのを機に富奥村立図書館が小学校内に設置された。1925年（大正14年）3月には文部省より表彰された。
野々市村では1907年（明治40年）、当時の小学校校長田中半次郎が図書館がないことを憂いて有志の寄付を求め、1909年（明治42年）に東宮殿下北陸行啓の記念事業として野々市村の小学校内に図書閲覧所が設けられた。その後拡張が続いた後に1920年（大正9年）4月1日、野々市村立図書館が小学校に附設される形で開館、定期並びに臨時の巡回書庫も設けていた。野々市村は1924年（大正13年）に旧・野々市町となった。
後に新・野々市町に分割編入する押野村では1919年（大正8年）4月1日に認可を得て、また郷村では1920年（大正9年）4月にそれぞれ小学校内に村立図書館を開館した。
『石川県史』は昭和23年度末の市町村立図書館数を挙げながら、市立を除く大部分が図書入手難や経費難、学校に併設された館は校舎難、また公民館図書部に合併されるなど独立して活動している図書館がほとんどなかったとしている。富奥村立図書館について『わが公民館十年史』は戦前から戦中にかけて極めて貧弱な施設と経費しかなく、終戦でそれまでの図書が「オミット」されてただでさえ少ない図書が縮小され、新刊図書の購入予算も極めて僅少だったとしている。
旧・野々市町では1952年（昭和27年）、図書館を公民館に附設、青年団図書部に移管した。旧・野々市町と富奥村が合併して新・野々市町となった1955年（昭和30年）の当時、野々市公民館図書部による新刊購入の告知と利用案内が行われていた。1962年（昭和37年）4月に中央公民館が野々市公民館内に設置され、中央公民館の図書室を名乗るようになっていたが、中央公民館の新築移転に備えて1977年（昭和52年）5月1日で貸出を中止した。
1977年（昭和52年）8月10日、新築された中央公民館がオープン、2階に図書室があった。祝日を除く火曜日から土曜日の10時から16時半まで開館していた。

### 中央公民館併設時代（1984-1998）
1984年（昭和59年）4月、中央公民館の図書室が図書館法による図書館となり、野々市町立図書館となった。9時から17時まで開館し、月曜日・祝日・年末年始を休館日とした。
1985年（昭和60年）に移動図書館車購入の予算が計上され、翌1986年（昭和61年）には運行を開始していた。
1991年（平成3年）6月1日、郷土資料室と子ども図書コーナーを開設した。
1994年（平成6年）11月1日、金沢市立図書館（当時）と「図書館資料の貸出に関する協定」を結び、野々市町民と金沢市民とがどちらの図書館でも利用登録することができるようになった。
1996年（平成8年）4月、2代目となる移動図書館車「ふれあい号」が運行を開始した。
移転のため、1998年（平成10年）7月21日から休館した。

### 横宮町時代（1998-2005）
1998年（平成10年）8月11日、横宮町に移転し単独の図書館となった。10時から火曜日から金曜日は18時まで、土曜日と日曜日は17時まで開館するようになっていた。場所は2005年（平成17年）11月以降、北國銀行野々市支店の駐車場となっている。
1999年（平成11年）11月16日、電算システムが稼働を開始した。
野々市町議会2000年（平成12年）3月定例会で平成12年度より火曜から金曜の閉館時刻を18時から19時へと1時間延長する予定と答弁されていた。
2003年（平成15年）7月、ブックスタート事業を開始した。
12月にはインターネット蔵書検索・予約サービスを開始。
2005年（平成17年）3月1日、移転のため休館した。同月、石川県横断検索システムに参加した。

### 本町時代（2005-2017）
2005年（平成17年）4月20日、庁舎移転を受けて1967年（昭和42年）竣工の旧庁舎を改築して移転、開館した。白山市民も利用登録できると案内された。
2009年（平成21年）4月、利用資格を変更し、0歳から登録可能となった。
2010年（平成22年）9月、野々市町子ども読書推進計画を策定した。これに基づき、2011年（平成23年）5月にヤングアダルトコーナーを開設した。
2011年（平成23年）11月の市制施行に伴い、野々市市立図書館となった。
2012年（平成24年）4月、図書館の前にあった高さ20m、直径1mのヒマラヤスギが強風のため根元から折れた。
2013年（平成25年）、野々市市子ども読書活動推進連絡会が発足した。
2014年（平成26年）7月、「ののいち子ども読書の日」を実施した。
2015年（平成27年）1月、野々市市立図書館資料収集・保存方針及び資料除籍・廃棄基準を策定した。3月、野々市子ども読書推進計画（第二次）を策定。
2016年（平成28年）12月、車両の老朽化のためとして移動図書館車「ふれあい号」の運行を終了した。移動図書館車は2017年11月28日、NPO法人SAPESI-Japan（南アフリカ初等教育支援の会）から南アフリカ共和国西ケープ州教育庁へと寄贈された。
移転のため2017年7月末で閉館した。跡地は2019年4月1日にオープンした複合施設「にぎわいの里ののいち カミーノ」の駐車場となった。

### 新図書館整備の経緯
2007年（平成19年）12月、「野々市町における望ましい図書館像について」の答申。
2014年（平成26年）1月から3月にかけて新市立図書館・市民学習センター検討委員会が実施、基本構想を答申。6月、（仮称）野々市市新市立図書館・市民学習センター基本構想が公開。
6月14日から新図書館の運営補助も視野に入れた図書館ボランティアの養成講座が始まった。
8月25日までに野々市市と石川県が太平寺4丁目の石川県立養護学校跡地の売買仮契約を結び、新図書館がPFI方式で建設される予定と報じられた。11月16日、新図書館及び市民学習センターが入る「文化交流拠点施設」と、公民館及び観光物産所が入る「地域中心交流拠点施設」の2つの複合施設から成る市中央地区整備事業の実施方針を野々市市が発表、PFI方式と指定管理者制度の導入を計画しているとした。12月5日、野々市市がPFI方式の導入を発表。
2015年（平成27年）6月30日、野々市市が文化交流拠点施設整備事業の説明会を広告。7月3日、9社から成る大和リースグループが野々市中央地区整備事業を落札した。
12月、PFI事業者の一員として新図書館の業務を担う図書館流通センターが海老名市立図書館でカルチュア・コンビニエンス・クラブ（CCC）と共同で指定管理者となっていることから、CCCが武雄市図書館・歴史資料館や海老名市立中央図書館で起こした蔵書購入・選書問題（「武雄市図書館・歴史資料館#購入蔵書と購入先の問題」及び「海老名市立図書館#CCCによる運営の問題」を参照）を挙げて、新図書館の蔵書購入・選書について野々市市議会で質問があった。さらにCCCを指定管理者とした多賀城市立図書館で古い本を購入して経費を浮かす提案が行われていることを挙げて、新図書館でそうしたことを行わないよう確認された。

2016年（平成28年）7月27日、文化交流拠点施設（新市立図書館）の起工式が行われた。8月、大和リースら9社は特別目的会社「野々市中央まちづくり株式会社」を設立した。
12月1日から2017年（平成29年）1月6日にかけて県内とPFI事業者「野々市中央まちづくり株式会社」から愛称を募集、2月20日にPFI事業者の提案作品「カレード（Kaleido）」を最優秀賞に選び、施設名称とした「学びの杜ののいち」と合わせて施設名称及び愛称を「学びの杜ののいち カレード」と発表した。

## 学びの杜ののいち カレード
2017年（平成29年）11月1日、「学びの杜ののいち カレード」がオープンし、施設内の野々市市立図書館が開館した。

### 施設構造
「学びの杜ののいち カレード」は図書館と市民学習センターの2つの機能から成る。敷地の東側に駐車場があり、南側が「憩いの広場」、中央から北西にかけて建物がある。
建物屋内では図書館を中心に置き、図書館を取り囲んで西端と北端に市民学習センターの音楽スタジオ、キッチンスタジオ、創作スタジオ（工房・陶芸）が配置され、北東側には市民学習センターの市民展示室・オープンギャラリー、さらに事務室など管理スペースがある。南東側には飲食店「9(Nava)」が2020年10月31日から併設されている。
図書館の南側一面と、中央にある光庭がガラス窓になっている。2本の大きな柱は「ブックタワー」と名付けられ、壁面を書架とし、2階以上の2層は書庫としている。図書館の東側に児童書、中央から西側に一般書、2階にYA、また市民学習センターの各スタジオの近くにはそれぞれ音楽・料理・工芸と関連する図書を排架している。2階には学習室と持込PCスペースがある。児童書部分の中央には円形の「おはなし会コーナー」があり、「パオ」と名付けられた昇降幕には野々市出身のアニメ監督、米林宏昌によるイラストが描かれている。
建物概要
鉄筋コンクリート造、一部鉄骨造。地上2階建て
延床面積：5,695.7m2（うち図書館 2,680.85m2）

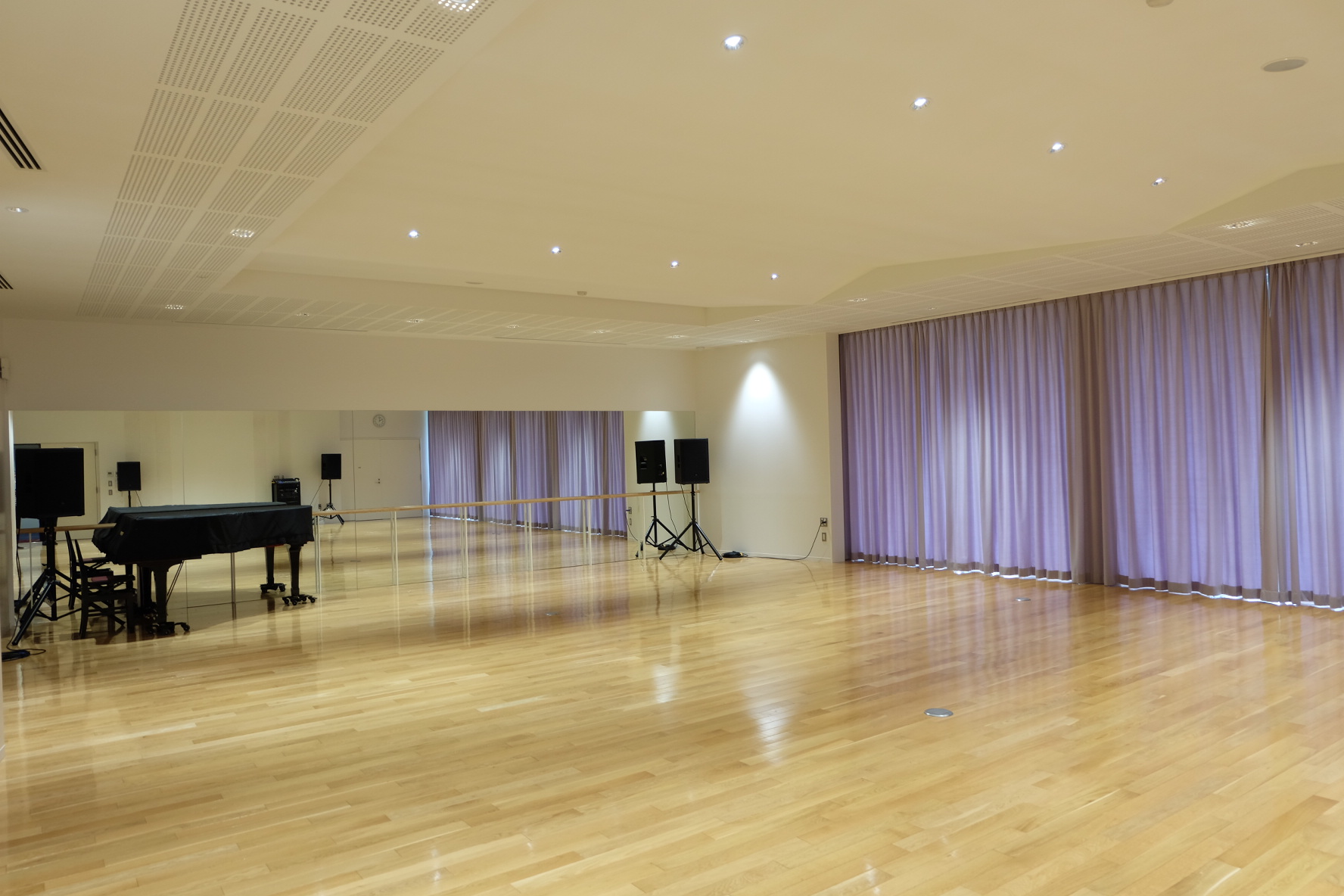
音楽スタジオ
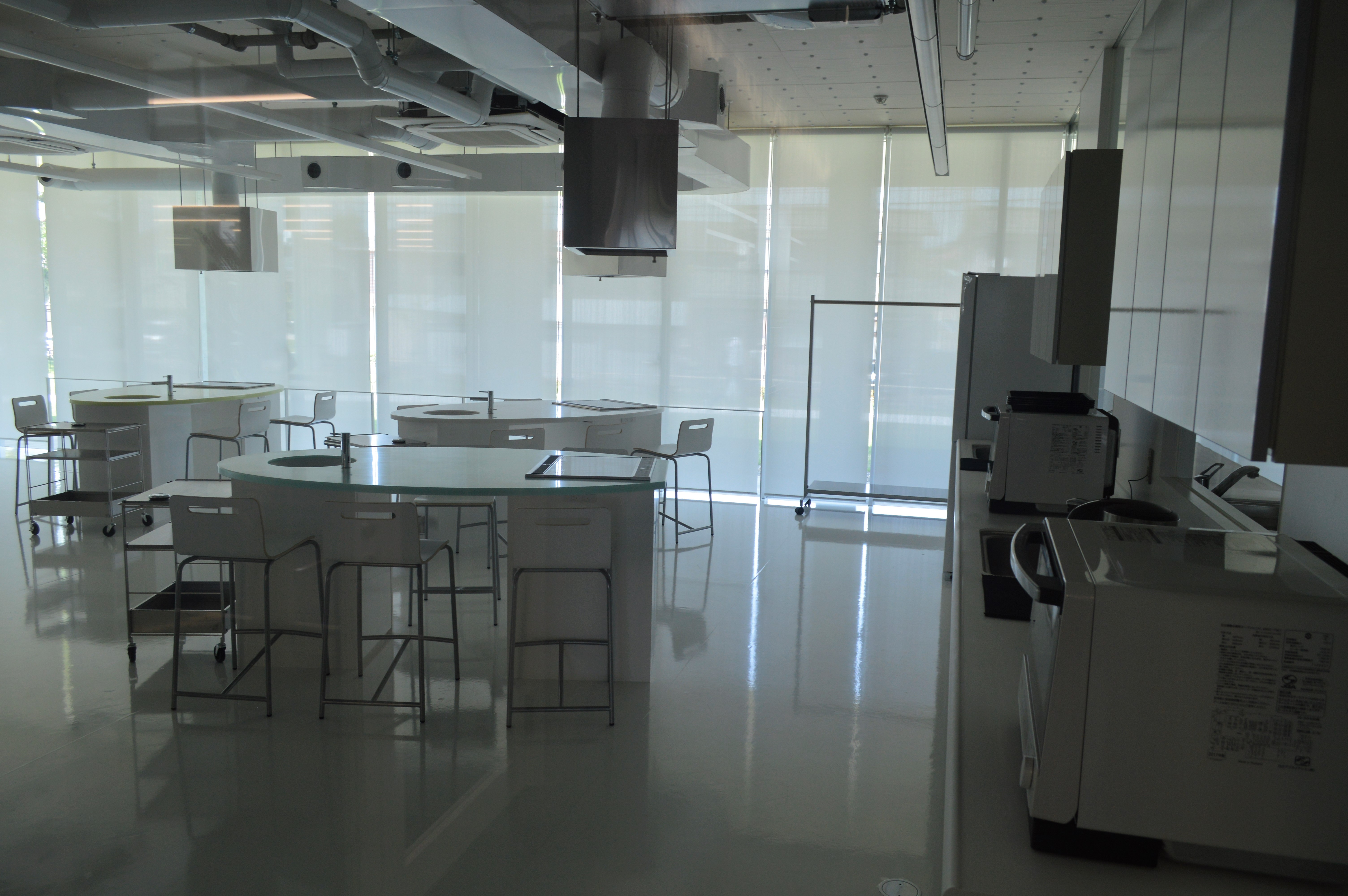
キッチンスタジオ
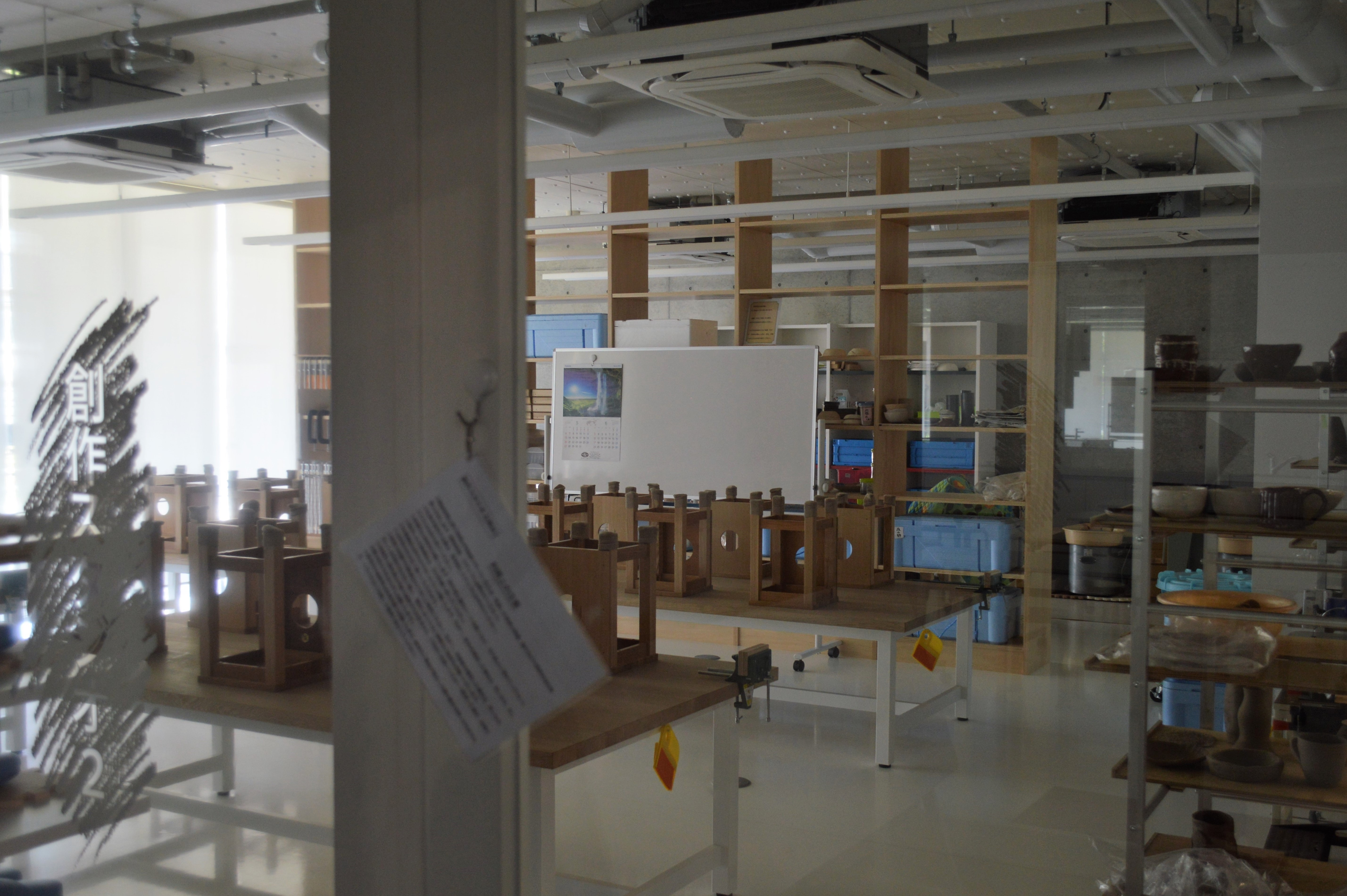
創作スタジオ
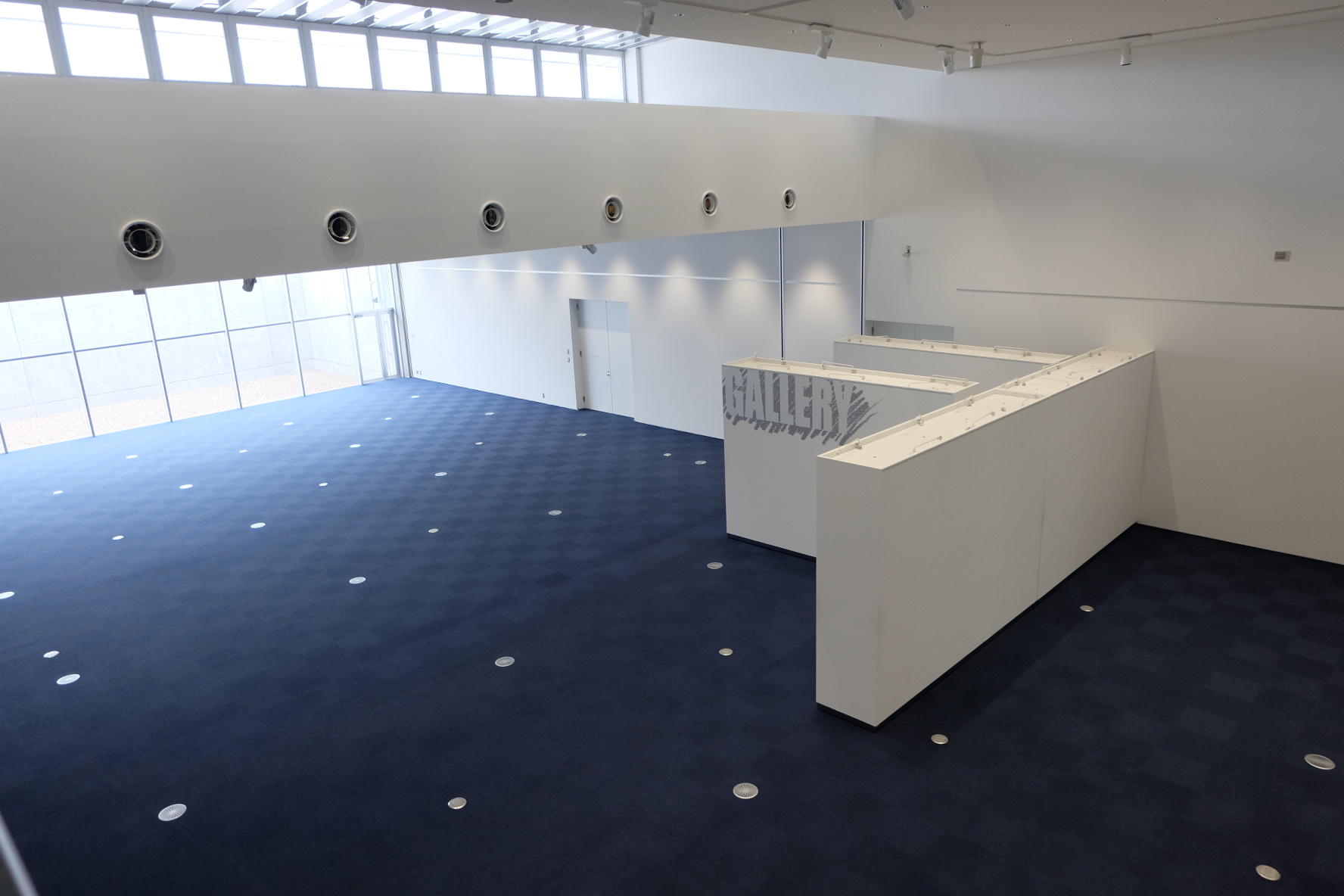
市民展示室・オープンギャラリー
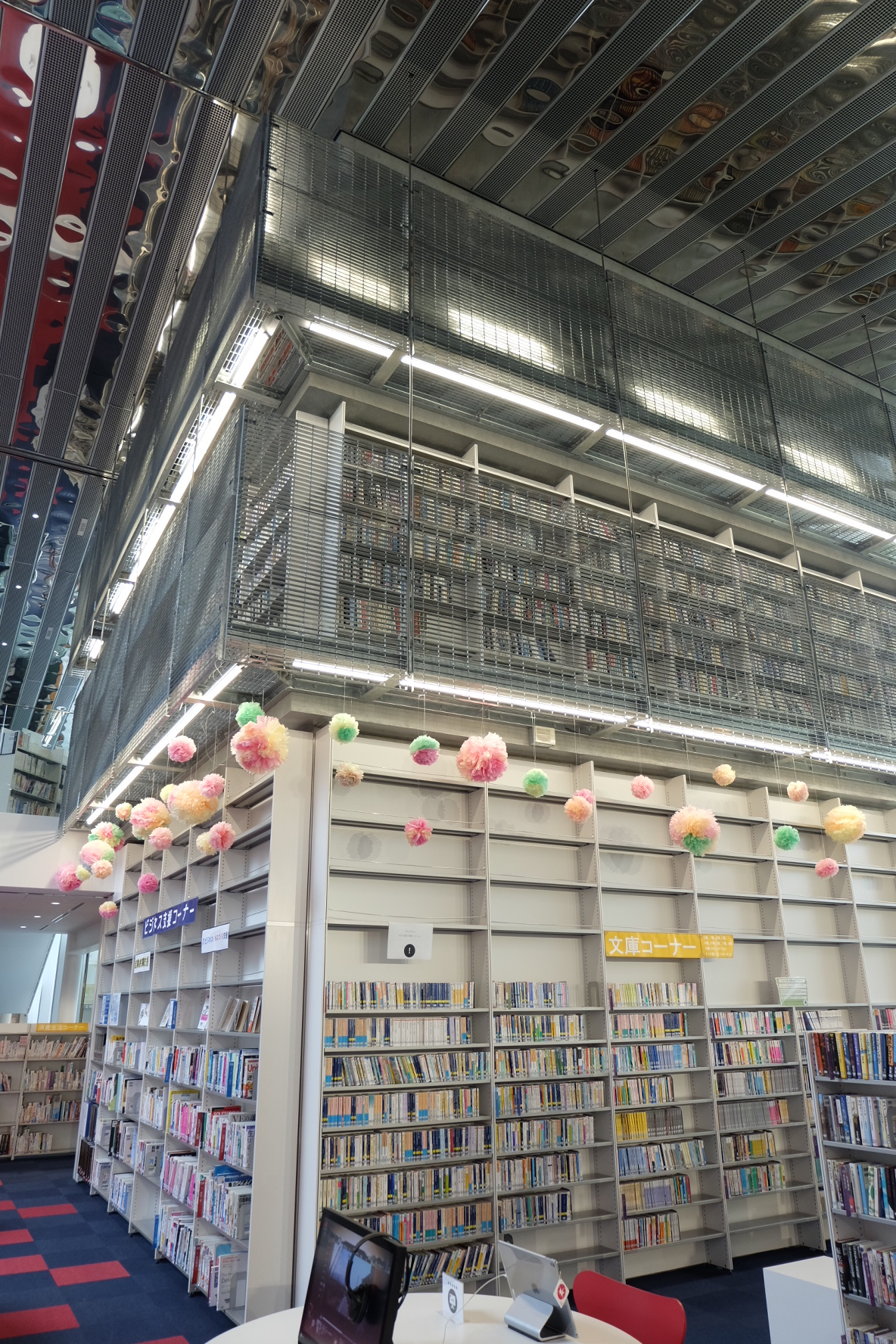
ブックタワー
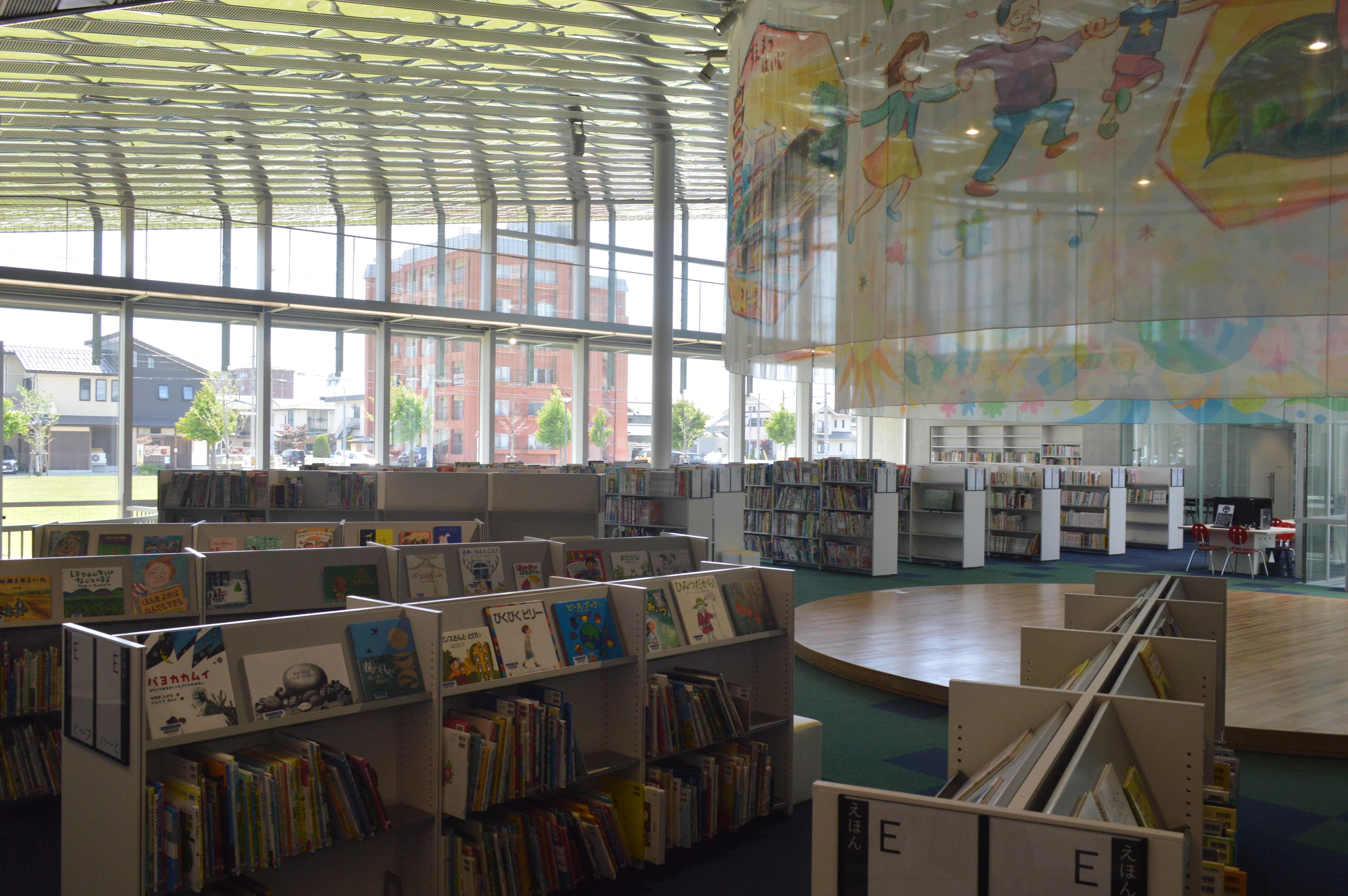
児童書部分
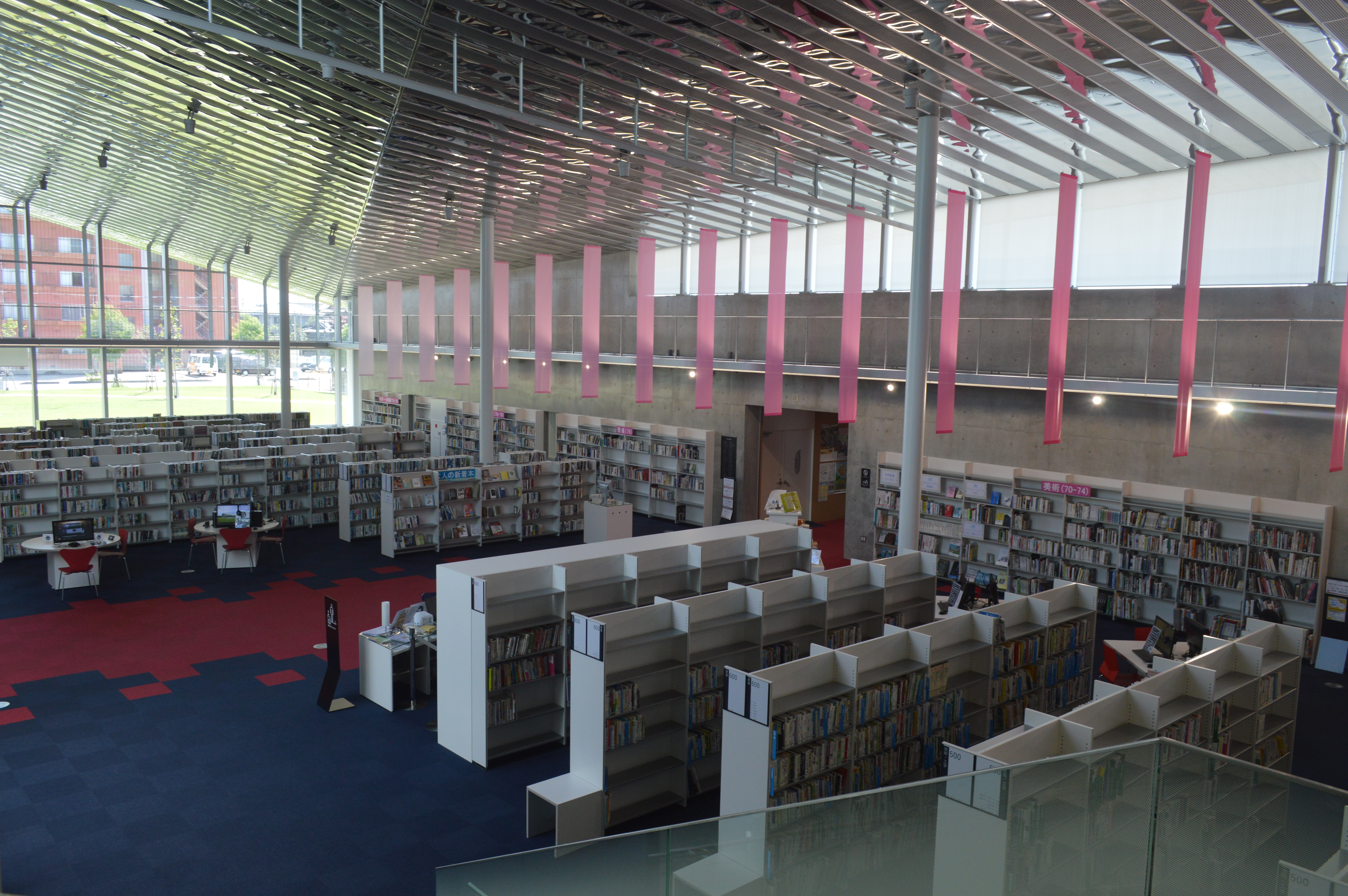
一般書部分

### 歴史
2017年（平成29年）11月1日に開館。
2019年（令和元年）9月23日、開館時から併設されていた飲食店「カフェぶどうの木 ののいちカレード店」が閉店。
2020年（令和2年）10月31日、飲食店「9(Nava)」が開店。
2020年（令和2年）3月、野々市子ども読書推進計画（第三次）を策定。

### サービス
図書館の入館や利用はだれでも可能であるが、館外貸出をはじめいくつかのサービスで利用者カードが必要となる。利用者カードが発行できるのは野々市市在住・在勤・在学者、金沢市・白山市・かほく市・内灘町・津幡町の在住者となっている。2018年7月1日から川北町の在住者も可能となった。
貸出の手続きは基本的に館内各所に設置された自動貸出機で行う。中央の自動貸出機の並びには読書手帳機も置かれている。
野々市市民のみ、ののいち電子図書館を利用できる。
インターネットを閲覧できるPCブースが設けられており、新聞など商用データベースも閲覧できる席もある。また図書館資料のCD・DVDを閲覧できるAVブースも設けられ、館内貸出用のタブレット端末も用意されている。

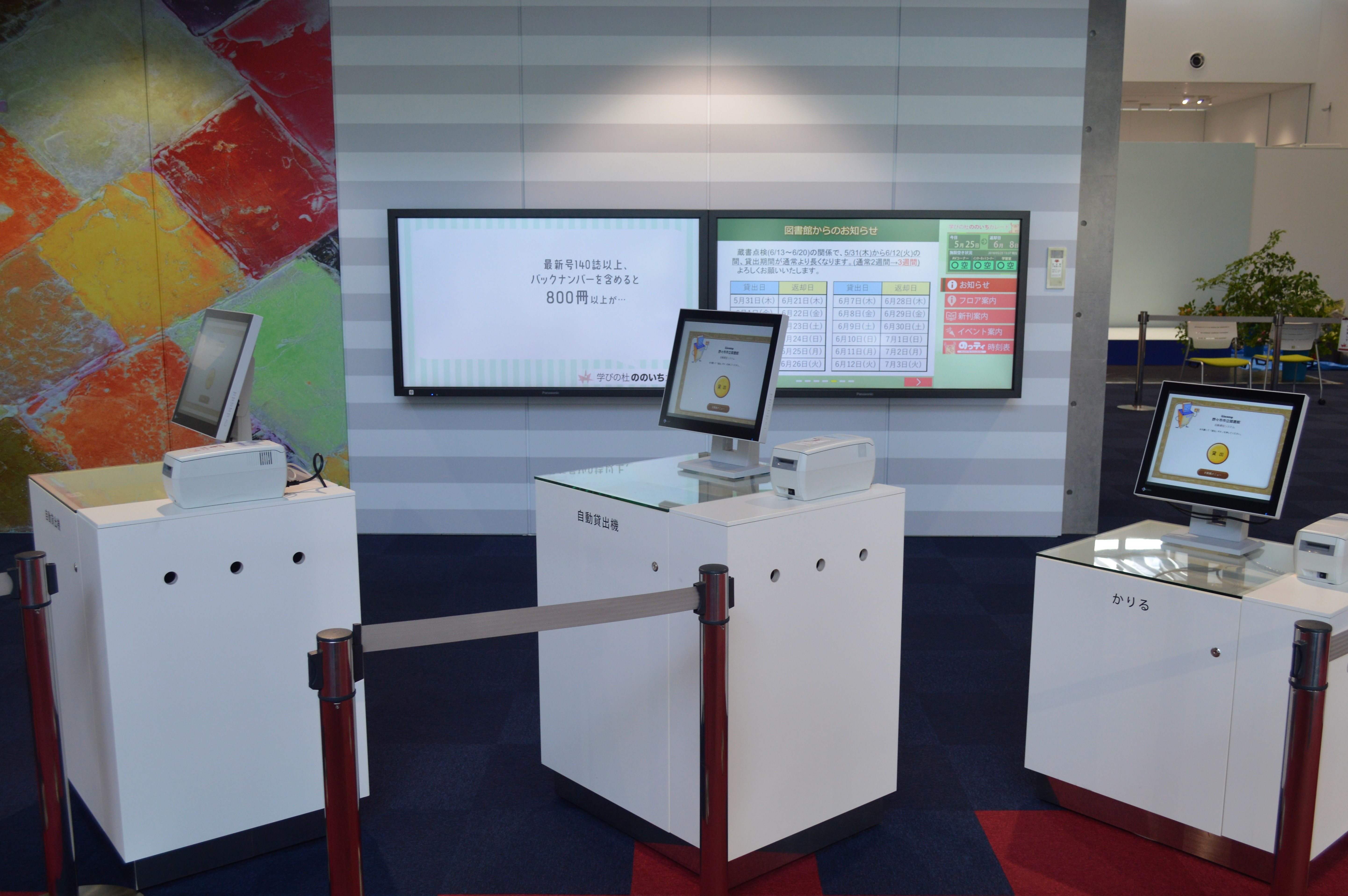
自動貸出機
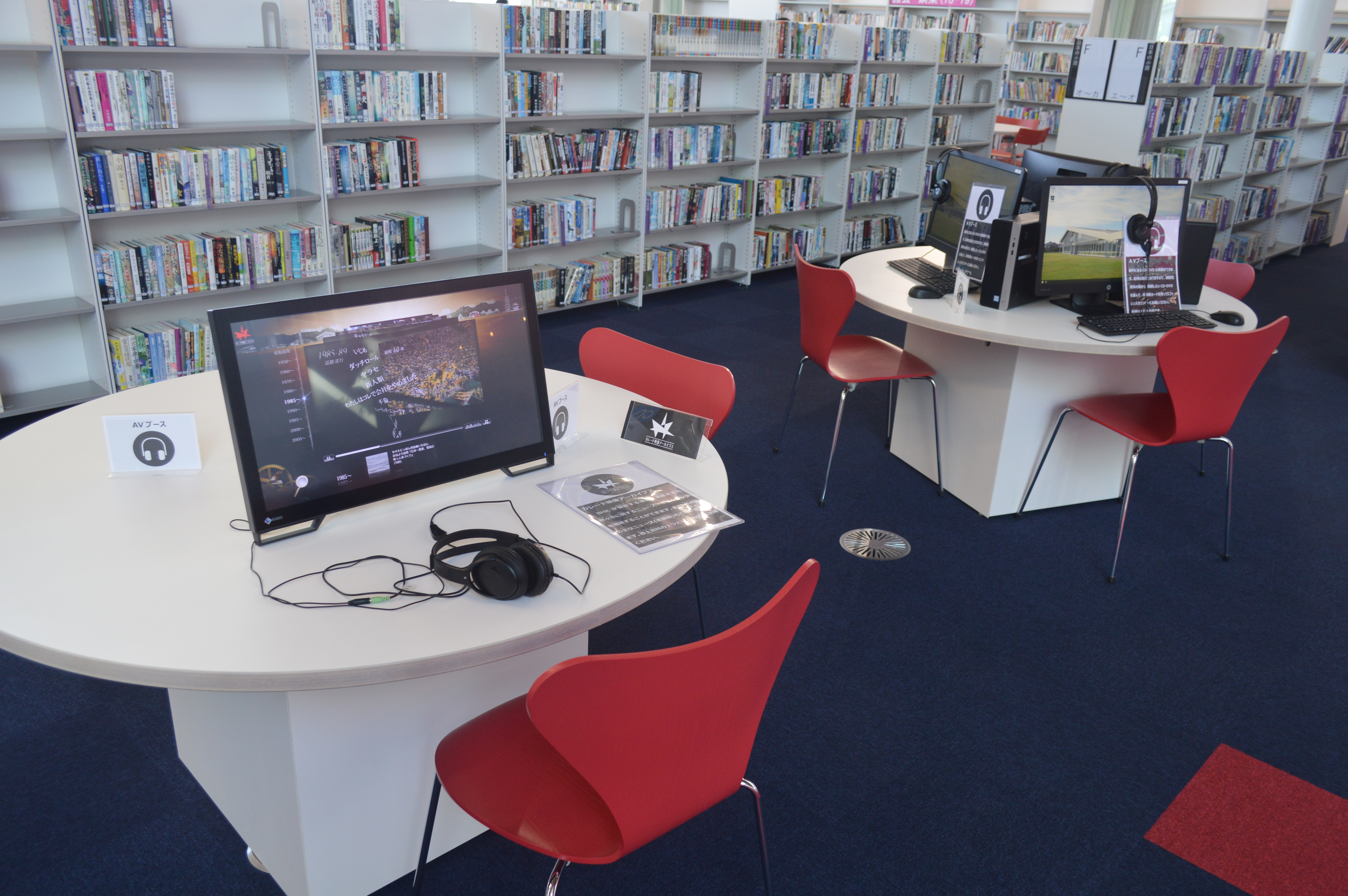
AVブース

館外貸出
図書：10冊まで2週間
CD・DVD：2点まで2週間
開館時間
9時00分 - 22時00分
休館日
毎週水曜日
年末年始（12月29日から1月3日まで）
特別整理期間（図書館のみ）
- 自動貸出機
- AVブース

### 交通
敷地内にコミュニティバス「のっティ」のバス停「カレード」があり、中央ルートと西部ルートが通っている。
また、敷地の南側に面した道路に北鉄金沢バスのバス停「野々市図書館」があり、南ヶ丘病院と金沢駅を結ぶ路線が走っている。
公式サイトでは金沢駅からのアクセスとして約500m北に歩いたところを通る国道157号線沿いの北鉄バスのバス停「太平寺」を案内している。主な路線は金沢駅と松任方面をつないでいる。またJR野々市駅からのアクセスとしては「のっティ」の北部ルート及び「のんキー」についてやはり国道157号線に近いバス停「フォルテ」を案内している。
無料駐車場が129台分あり、駐輪場も95台分が設けられている。